# Охота на динозавра
«Охота на динозавра» (англ. Supergator) — фильм-триллер Брайана Клайда и Роджера Кормана. Главные роли исполнили Брэд Джонсон и Бьянка Лоусон. Сюжет разворачивается вокруг охоты на оживлённого доисторического крокодиломорфного хищника. Премьера состоялась 14 июля 2007 года.

## Сюжет
Группа вулканологов приезжает на тропический курорт для исследования пробудившегося недавно вулкана. Исследовательская группа отправляется в горы, не подозревая о чудовищном хищнике Супергаторе — генетически модифицированном дейнозухе огромных размеров, который сбежал на волю из местной исследовательской лаборатории и теперь прижился в этом районе благодаря идеальным природным условиям с повышенной температурой, вызванным активностью вулкана. Теперь перед вулканологами, отчаянным охотником за рептилиями и создавшей монстра учёной стоит задача уничтожить Супергатора и избежать последствий всё возрастающей вулканической активности.

## В ролях
- Брэд Джонсон — профессор Скотт Кимси
- Келли Макгиллис — генетик Ким Тафт, создавшая Супергатора
- Бьянка Лоусон — репортёр Карла Мастерс
- Мэри Александра Стифвэйтер — вулканолог Александра Стивенс
- Джош Келли — Райян Хустон
- Джон Колтон — Джейк Килпатрик
- Холли Уибер — Лорисса
- Тамара Уитмер — Джиджи

## Создание
Изначально Роджер Корман планировал снять сиквел к «Динокроку», но руководство канала Sci-Fi посчитало, что успех сиквела будет малообещающим и отказалось от этой идеи. Корман всё-таки решил довести проект до конца, но под другим названием, что не вызвало никаких возражений. Крокодил Супергатор действительно очень напоминает Динокрока.
В 2010 году Роджер продюсировал фильм-кроссовер «Динокрок против динозавра», в котором Динокрок и Супергатор были стравлены друг с другом.

## Факты
- В эпизоде нападения хищника на двух туристок в лесу Супергатор издаёт такой же рёв, как спинозавр в фильме «Парк Юрского периода III».